# Parc naturel des Lagoni de Mercurago
Le parc naturel des Lagoni de Mercurago, institué en 1980, est une réserve naturelle du Piémont, située à Mercurago, hameau d'Arona, qui comprend plusieurs lacs avec végétation de palude.

## Paysage
Près d'Arona, sur les collines morainiques autour du lac Majeur se trouve le parc des Lagoni de Mercurago qui comprend des tourbières, des pâturages pour les chevaux et des forêts.

## Archéologie
Dans la zone on a retrouvé des restes préhistoriques de Terramare remontant à l'âge du bronze et aussi quelque domus d'époque romaine : en 1860 fut retrouvée la première cité lacustre d'Italie, une pirogue entaillée en bois et trois roues.

## Galerie d'images

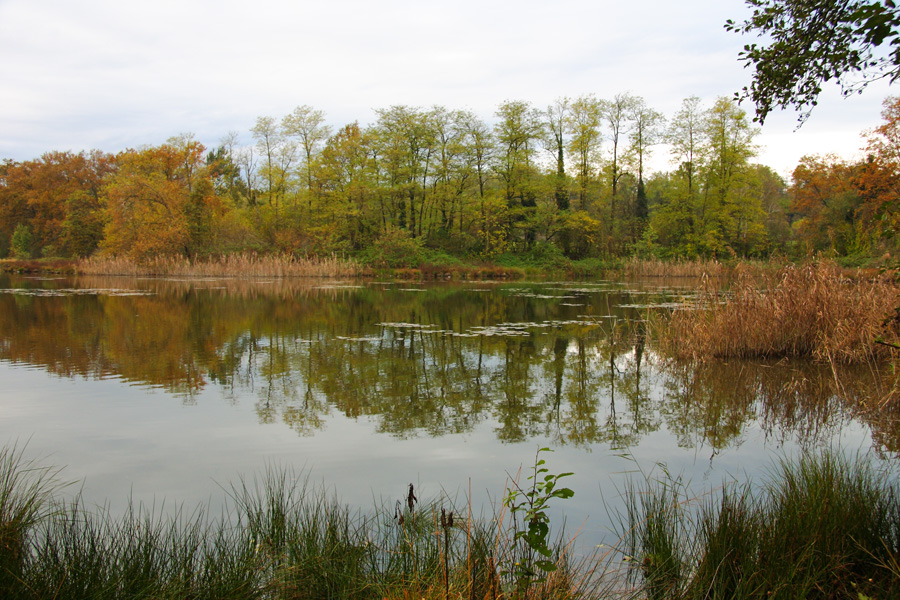
Le « lagone » au centre de la réserve
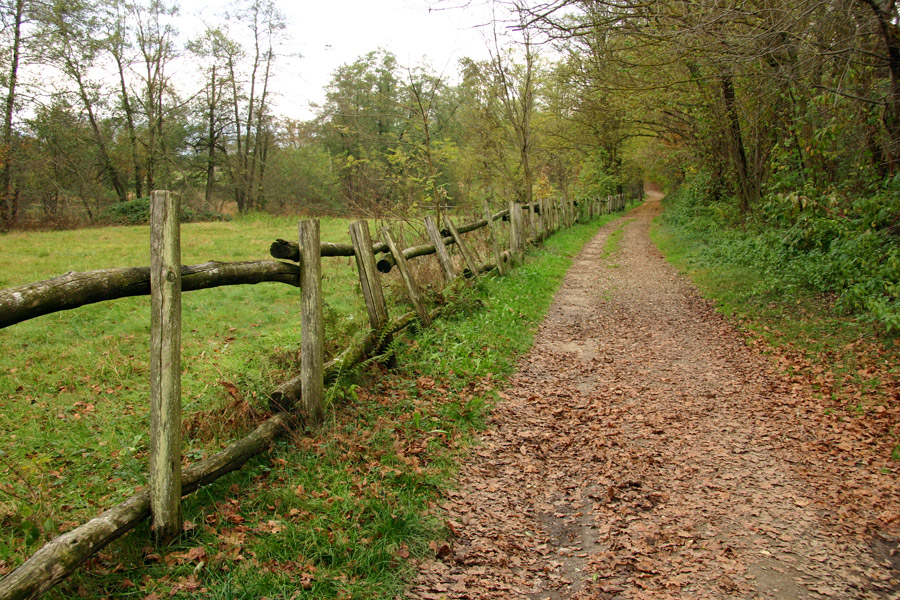
Un sentier du parc